# Fantômes en fête
Pour plus de détails, voir Fiche technique et Distribution.
Fantômes en fête (Scrooged) est un film de Noël américain réalisé par Richard Donner et sorti en 1988. Il s'agit d'une adaptation moderne du conte Un Chant de Noël de Charles Dickens.
Le film reçoit des critiques mitigées dans la presse américaine à sa sortie mais connait un bon succès commercial dans le monde.

## Synopsis
Frank Cross — carriériste, cynique et égoïste — est le directeur de la chaîne de télévision IBC Television. Au sommet de sa gloire, il terrorise ses collaborateurs et nul ne résiste à ses diktats. À quelques jours de Noël, il décide d'adapter de façon provocante Un Chant de Noël de Charles Dickens et licencie un de ses collaborateurs. C'est le moment que choisit pour apparaître le fantôme de son ancien patron, Hayward, décédé sept ans auparavant, pour le hanter, reprochant à Frank son avarice. Le spectre le somme de s'amender sous peine de finir en enfer. Pour cela, trois fantômes vont lui rendre visite afin de l'aider à faire son choix.

## Fiche technique
Sauf indication contraire, les informations mentionnées dans cette section peuvent être confirmées par la base de données cinématographiques IMDb,  présente dans la section « Liens externes ».
- Titre original : Scrooged
- Titre français : Fantômes en fête
- Réalisation : Richard Donner
- Scénario : Mitch Glazer et Michael O'Donoghue, d'après Un chant de Noël (A Christmas Carol) de Charles Dickens
- Musique : Danny Elfman
- Photographie : Michael Chapman
- Montage : Fredric Steinkamp et William Steinkamp
- Distribution des rôles : David Rubin
- Création des décors : J. Michael Riva
- Direction artistique : Virginia L. Randolph
- Décorateur de plateau : Linda DeScenna
- Création des costumes : Wayne Finkelman
- Producteurs : Richard Donner et Art Linson
  - Coproducteur : Ray Hartwick
  - Producteurs associés :  Peter Frankfurt et Jennie Lew Tugend (de)
  - Producteur délégué : Steve Roth
- Production : Paramount Pictures et Mirage Productions
- Société de distribution : Paramount Pictures
- Budget : 32 millions de dollars
- Pays d'origine :  États-Unis
- Langue originale : anglais
- Genre : comédie, fantastique
- Durée : 101 minutes
- Dates de sortie : 
  - États-Unis : 23 novembre 1988
  - France : 21 décembre 1988

## Distribution
- Bill Murray (VF : Dominique Collignon-Maurin) : Francis Xavier « Frank » Cross
- Karen Allen (VF : Annie Sinigalia) : Claire Phillips
- David Johansen (VF : Christian Pelissier) : le fantôme du Noël passé
- John Glover (VF : José Luccioni) : Brice Cummings
- Carol Kane (VF : Marie Vincent) : le fantôme du Noël présent
- Alfre Woodard (VF : Martine Maximin) : Grace Cooley
- Bobcat Goldthwait (VF : Lionel Henry) : Eliot Loudermilk
- Robert Mitchum (VF : Jean-Claude Michel) : Preston Rhinelander
- John Forsythe (VF : Edmond Bernard) : Lew Hayward
- Nicholas Phillips : Calvin Cooley
- Michael J. Pollard : Herman
- Mabel King (VF : Tamila Mesbah) : la grand-mère
- John Murray (VF : José Luccioni) : James Cross
- John Houseman (VF : Louis Arbessier) : lui-même
- Jamie Farr : Jacob Marley
- Buddy Hackett (VF : Albert de Médina) : Ebenezer Scrooge
- Pat McCormick : le fantôme du Noël présent (spectacle télévisé)
- Brian Doyle-Murray : Earl Cross
- Lee Majors (VF : Marc de Georgi) : lui-même
- Mary Lou Retton : Tiny Tim
- Jean Speegle Howard : Mme Noël dans la pub télévisée
- Mary Ellen Trainor : Ted
- Bruce Jarchow : Wayne
- Jack McGee : le charpentier chez IBC
- Kathy Kinney : l’infirmière chez IBC
- Roy Brocksmith : Mike le facteur
- Anne Ramsey : la femme sans abri
- Wendie Malick (VF : Marie-Brigitte Andreï) : Wendie Cross
- Joel Murray : un invité à la fête de Noël de James Cross
- Miles Davis, Larry Carlton, David Sanborn et Paul Shaffer : les musiciens de rue

## Production

### Attribution des rôles
Ce film marque le retour de Bill Murray dans un premier rôle depuis SOS Fantômes (1984). Parti un temps vivre à Paris, il avait un temps envisagé la retraite. Il demandera de nombreuses réécritures de script avant d'accepter. Ses trois frères, John, Joel et Brian font une apparition dans le film.
Steve Kahan, qui joue un technicien de la salle de contrôle d'IBC, est le cousin du réalisateur Richard Donner et apparait dans plusieurs de ses films. Le réalisateur fait également une apparition comme cameraman sur le tournage du spectacle musical.
Mary Ellen Trainor, qui incarne ici Ted, est apparue dans plusieurs films de Richard Donner : les quatre L'Arme fatale et Les Goonies.

### Tournage

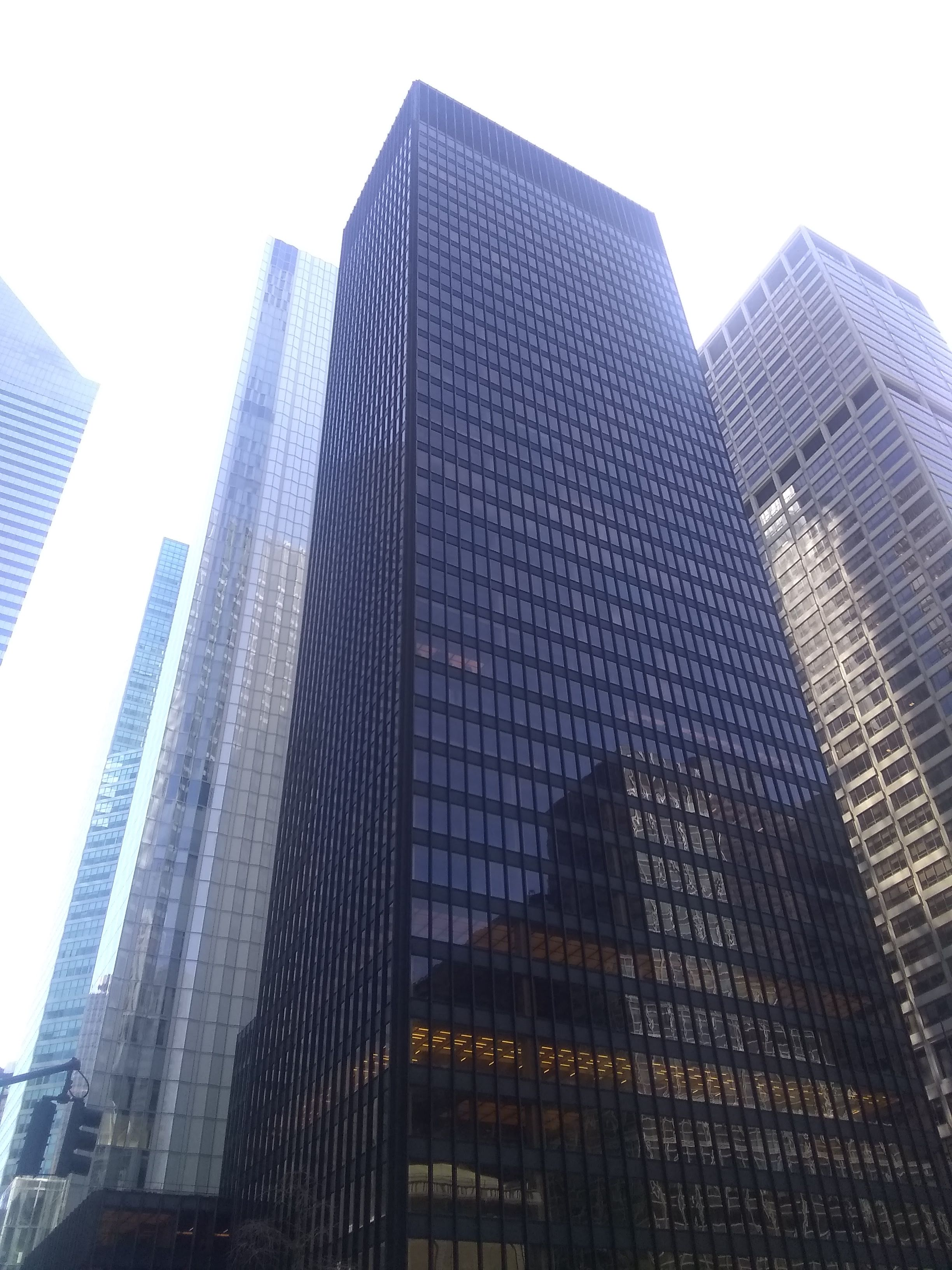
Le Seagram Building sert de décor pour l'immeuble de la chaine de télévision fictive du film

Le tournage a lieu du 7 décembre 1987 au 12 avril 1988 et se déroule à New York et pour les scènes tournées à l'extérieur, à Toronto. Les prises de vues ont également lieu dans les Paramount Studios à Los Angeles.
Le directeur de la photographie Conrad L. Hall est renvoyé après quelques jours de tournage. Il est remplacé par Michael Chapman.
Le tournage est marqué par de nombreux désaccords entre Bill Murray et Richard Donner. Dans une émission télévisée, Roger Ebert demande à l'acteur s'il a eu des différends avec le réalisateur : « Seulement quelques-uns. Chaque minute de la journée. Cela aurait pu être un très très bon film. Le scénario était tellement bon. Il y a peut-être une prise dans le film final qui est la mienne. Nous l'avons fait si vite, c'était comme faire un film en direct. Il n'arrêtait pas de me dire de faire les choses plus fort, plus fort, plus fort. Je pense qu'il était sourd. » Le réalisateur décrit quant à lui un acteur difficile à gérer car très friand d'improvisation.

## Bande originale
En 1989, A&M Records publie la bande originale du film. L'album contient 9 chansons de divers artistes. La musique originale de Danny Elfman ne sera publiée qu'en 2011.
| 1. | Put a Little Love in Your Heart                         | Jackie DeShannon, Randy Myers, Jimmy Holiday | Annie Lennox & Al Green                                               | 3:48 |
| 2. | A Wonderful Life                                        | Judson Spence, Monroe Jones                  | Mark Lennon                                                           | 4:19 |
| 3. | Sweetest Thing                                          | U2                                           | New Voices of Freedom featuring Adriane McDonald & George Pendergrass | 4:12 |
| 4. | The Love You Take                                       | Dan Hartman                                  | Dan Hartman & Denise Lopez                                            | 4:21 |
| 5. | Get Up 'n' Dance                                        | L. Mallison, Mohandas Dewese, R. Isaacs      | Kool Moe Dee                                                          | 4:09 |
| 6. | We Three Kings of Orient Are                            | John Henry Hopkins Jr.                       | Miles Davis, Larry Carlton, David Sanborn & Paul Shaffer              | 4:43 |
| 7. | Christmas Must Be Tonight                               | Robbie Robertson                             | Robbie Robertson                                                      | 4:51 |
| 8. | Brown Eyed Girl                                         | Van Morrison                                 | Buster Poindexter                                                     | 3:34 |
| 9. | The Christmas Song (Chestnuts Roasting on an Open Fire) | Mel Tormé, Robert Wells                      | Natalie Cole                                                          | 3:53 |

## Accueil

### Critique
Le célèbre critique américain Roger Ebert a déclaré que le film est la pire adaptation du conte Un Chant de Noël de Charles Dickens.

### Box-office
Le film connait un succès modéré au box-office américain. Il avait cependant connu un très bon démarrage : il récolte 18,6 millions de dollars pour son premier week-end d'exploitation (pendant Thanksgiving) pour 1 262 salles. C'est le meilleur score du week-end devant Le Petit Dinosaure et la Vallée des merveilles (8,1 millions) et Oliver et Compagnie (6,3 millions), qui entamaient eux leur deuxième semaine,. Fantômes en fête réalise le 4e meilleur premier week-end de l'année. Pour son second week-end, le film perd 40% avec seulement 7,5 million de dollars récoltés. Durant les fêtes de Noël, le film chute à la 9e place. Le film restera 8 semaines dans les salles américaines, pour un total de 60,3 million, soit le 13e meilleur film au box-office annuel nord-américain,.
À l'international, le film engrange environs 40 millions dollars supplémentaires pour un total de plus de 100 millions. En France, le film n'attire que 212 897 spectateurs en salles.

## Distinctions
Source : Internet Movie Database

### Récompense
- BMI Film and TV Awards 1989 : BMI Film Music Award pour Danny Elfman

### Nominations
- Oscars 1989 : meilleurs maquillages
- MTV Video Music Awards 1989 : meilleur clip d'un film pour Put a Little Love in Your Heart d'Annie Lennox et Al Green
- Saturn Awards 1990 : meilleur film fantastique, meilleur acteur pour Bill Murray et meilleurs effets spéciaux